# Романцевский сельсовет (Московская область)
Романцевский сельсовет — упразднённая административно-территориальная единица, существовавшая на территории Московской губернии и Московской области до 1939 года.
Романцевский сельсовет возник в первые годы советской власти. По данным 1922 года он находился в составе Серединской волости Волоколамского уезда Московской губернии.
В 1925 году Романцевский с/с был переименован в Филенинский, но уже в 1926 году вновь стал Романцевским.
По данным 1926 года в состав сельсовета входили 2 населённых пункта — Романцево и Филенино.
В 1929 году Романцевский с/с был отнесён к Шаховскому району Московского округа Московской области.
17 июля 1939 года Романцевский с/с был упразднён, а его территория передана в Черленковский с/с.